# ハルベリーオフィス
合同会社ハルベリーオフィスは、日本の芸能事務所である。舞台と映画の企画制作、所属俳優のマネジメントを行っている。またクリエイター契約として、劇作家の高橋いさを、漫画家の佐久間結衣が所属している。

## 概要
元劇団東京乾電池のいずみよしはるが、2004年、舞台俳優活動20年の節目で企画&監督&主演、2006年に劇場公開された映画「恋するイノセントマン」の出演者オーデションに参加した中村恵子と山本滋久他で映像舞台を企画制作する団体「映像舞台企画集団ハルベリー」を結成。
2014年に「合同会社ハルベリーオフィス」として法人化。以降、舞台と映画の企画制作、所属俳優のマネジメントも開始。現在も精力的に作品を発表し続けている。また所属俳優も活躍の場を広げている。

## 略歴
2014年
- 「合同会社ハルベリーオフィス」を設立。所属俳優の募集も開始。
- 法人化しての初舞台公演「激闘！激昂小学校」上演

2017年
- 「映像舞台企画集団ハルベリー」として黄金のコメディフェスティバル出場
- 企画&制作協力として参加した映画「バーミー」（田中隼監督）がイタリア・トリノ映画祭にて上映される。日本ではシネマカリテにて劇場公開される。
- 制作協力として参加した映画「ゲームマスター」（石井良和監督）が、スペイン・サンセバスチャン映画祭にて上映される。

2018年
- 制作協力として参加した映画「デリバリー」（室賀厚監督）が、アメリカ・Midwest Action Fest映画祭にて長編グランプリ受賞。
- 代表のいずみよしはるが埼玉県朝霞市に、昭和の歌姫・本田美奈子.ミュージアム（現、本田美奈子.記念館）をプロデュース。

2020年
- 東映ビデオとの共同制作にて舞台「花火の陰」を三越劇場にて上演。主演は元宝塚歌劇団花組トップの大鳥れい。

2024年
- ハルベリーオフィス設立10周年の記念の舞台を上演する。
  - 第一弾は、山本滋久脚本、わかばやしめぐみ（おぼんろ）演出の「輪廻転生∞楽園ダイバー」主演にポップしなないでの、かめがいあやこ。
  - 第二弾は、文化庁子供舞台芸術鑑賞体験支援事業して上演された舞台「父との夏」脚本&演出は、高橋いさを。主演に声優の中尾隆聖。

## プロデュース作品
- 2014年　舞台「激闘！激昂小学校」（作・山本滋久　演出・中村恵子　出演・阿紋太郎　行永浩信　他）
- 2015年　舞台「ラビッシュハウス」（作・山本滋久　演出・中村恵子　出演・阿紋太郎　行永浩信　高瀬みゆき　町田正則）
- 2015年　舞台「灼熱閃光★ワープ走法」（構成&演出・保村大和　出演・西田シャトナー　勝矢　橋本真一　わかばやしめぐみ（おぼんろ）末原拓馬（おぼんろ）　大谷亮介（壱組印）　田邊俊喜）
- 2016年　舞台「箱の中身2016」（作・原田宗典　演出・わかばやしめぐみ（おぼんろ）　出演・保村大和　佐藤正宏（WAHAHA本舗）　原口健太郎（桟敷童子）　中村恵子）
- 2018年　映画「バーミー」（脚本・監督　田中隼　出演・行永浩信　中里広海　柳東史　中村恵子　阿紋太郎　他）
- 2020年　朗読劇「あなたへ」作・高橋いさを他　演出・村野玲子（出演・大鳥れい　野村宏伸　中條孝紀　藤崎卓也　町田正則）
- 2021年　舞台「正太くんの青空」（作&演出・高橋いさを　出演・田野聖子　緒月遠麻　渡辺裕太　阿紋太郎　舞木ひと美）
- 2024年　舞台「輪廻転生∞楽園ダイバー」（作・山本滋久　演出・わかばやしめぐみ（おぼんろ）　出演・かめがいあやこ（ポップしなないで）　石渡真修　杉浦大毅　涼羽美雨　中村恵子　阿紋太郎　菅野郁弥　井上遥　大川日南　窪内卓也）
- 2024年　舞台「父との夏」（作&演出・高橋いさを　出演・中尾隆聖　光月るう　是近敦之　渡辺裕太　田野聖子　鈴木夢）

## 所属俳優
- 中村恵子
- 阿紋太郎
- 菅野郁弥
- 井上遥
- 前塚彩結
- 春名涼羽
- 窪内卓也
- 甲斐敦也
- 鎌田航平
- 大川日南
- 鳴海陽

## クリエイター
- 高橋いさを（劇作家・演出家）
- 山本滋久（作詞家・シナリオライター）
- 佐久間結衣（漫画家）

## 過去の所属者
- 保村大和
- 高瀬みゆき
- 行永浩信
- 中里広海
- 舞木ひと美
- 本間健太